# Zaranik
Els zaranik són una tribu del Iemen originada en els Maʿaziba i suposats descendents dels Akk, centrada a Bayt al-Fakih a la governació d'al-Hudayda, a l'antiga ruta de peregrins a la Tihama, entre al-Hudayda I Taizz, La tribu, ferotgement independent i amb 10000 guerrers, va refusar durant molt de temps acceptar cap autoritat (segles XVII i XX). El 1914 la tribu va cobrar dret de pas a la infanteria otomana. El 1925 el seu xeic va enviar un telegrama a la Societat de Nacions reclamant el reconeixement de l'estat Zaraniq. Mil guerrers de la tribu foren tancats per l'imam a la famosa presó Nafi d'Hadjadj on en van morir uns 800. Encara el 1947 els zaranik van destruir un exèrcit de l'imam enviat a sotmetre la tribu i no va acabar del tot sotmesa fins al temps de la República als anys setanta.
Modernament són els únics que practiquen la competició de salts de camell.